# Eliezer Moreira Filho
Eliezer Rodrigues Moreira Filho (Rio de Janeiro, 9 de março de 1935) é um advogado, escritor e político brasileiro que foi deputado federal pelo Maranhão.

## Dados biográficos
Filho de Eliezer Rodrigues Moreira e Eudes Hohmann de Albuquerque Moreira. Advogado formado pela Universidade Federal do Rio de Janeiro em 1961 e pós-graduado em Administração Pública na Fundação Getúlio Vargas em 1981, ocupou a Superintendência de Desenvolvimento do Maranhão quando José Sarney era governador do estado e também os cargos de secretário de Administração, secretário de Reforma Administrativa e chefe da Casa Civil, ingressando na política ao eleger-se deputado estadual em 1970 pela ARENA. Não reeleito, ocupou em 1975 a Superintendência de Melhoramentos da Capital em São Luís.
Após exercer cargos públicos no Distrito Federal, assumiu a coordenação do Programa Grande Carajás por nove meses a partir de maio de 1982. Secretário de Indústria e Comércio no governo Luís Rocha, elegeu-se deputado federal pelo PFL em 1986 e assim subscreveu a Constituição de 1988, mas não tentou a reeleição. Chefe da Casa Civil no governo Edison Lobão, foi realocado como diretor administrativo do Banco do Estado do Maranhão. Nomeado secretário de Cultura e depois secretário de Articulação Política no primeiro governo Roseana Sarney, foi escolhido gerente de Desenvolvimento Regional em Caxias.
Em 2016 foi empossado na cadeira vinte e um da Academia Maranhense de Letras cujo patrono é Maranhão Sobrinho.
Seu pai, Eliezer Moreira, foi eleito deputado federal em outubro de 1934 e teve o mandato extinto pelo Estado Novo.